# Психотехника
Психотехниката е съвкупността от техниките на експерименталната психология, прилагани към проблемите на човека. Този метод е създаден от Константин Станиславски. Психотехниката се използва предимно в промишлеността, търговията и армията. Главната цел, която тя си поставя, е определяне на най-благоприятните условия на труд, адаптиране на човека към труда и оказване помощ, за да се интегрира той в професионалната си група. Привилегированите ѝ инструменти са тестовете. В армията и в промишлеността психотехниката позволи значително да се намали (с около една трета) времето за обучение и броят на злополуките. Терминът „психотехника“ е напът да бъде заменен от термина „приложна психология“.